# Сайф I ибн Султан
Сайф I ибн Султан (-1711) — четвёртый ибадитский имам из династии Йарубидов, правивших Оманом. Он был сыном Султана I ибн Сайфа, второго имама Омана. После смерти отца власть перешла к его брату Абу-ль-Арабу I, у которого Сайф вскоре стал её оспаривать. Даты правления историки указывают разные: с 1679/1692/1711 по 1711 год. Его флот достиг важных побед над португальцами в Восточной Африке, где присутствие Омана прочно утвердилось на побережье.

## Приход к власти
Сайф I ибн Султан был сыном Султана I ибн Сайфа, второго имама Омана. После смерти отца власть перешла к его брату Абу-ль-Арабу I, у которого Сайф вскоре стал её оспаривать. Через несколько лет ему это удалось. В связи с этим исследователи по-разному определяют правление Сайфа: Эрлихман В. В. указывает 1679—1711 годы, Родригес А. М. и Рыжов К. В. — 1692—1711, Сычев Н. В. и Regnal chronologies — 1711 год, Плеханов С. Н. — 1691—1711.
Плеханов С. Н. пишет, что вскоре после того как Абу-ль-Араб I «в 1680 году» пришел к власти, его брат Сайф, опираясь на ряд племен, «бросил брату вызов». Сайф был провозглашен имамом. И в результате крупной войны Сайф I завладел большей частью страны, кроме крепости Джибрин, где находился Абу-ль-Араб I. Но вплоть до смерти брата Сайф I не мог стать единственным владыкой. Поэтому он вторично был провозглашен имамом Омана.

## Внешняя политика
Сайф I продолжал укреплять созданный его отцом мощный военный флот. Этот флот продолжил изгнание португальцев из большинства восточноафриканских колоний и заставил другие колониальные державы считаться с возросшей ролью Омана в делах региона.
В результате экспедиции 1698 года оманцам удалось захватить принадлежавшие португальцам пункты: Момбаса, Килва и Пемба.

## Внутренняя политика
Имея сильный флот, Оман пытался доминировать в восточной части Индийского океана. Это привело к росту доходов казны.
При Сайфе I в Омане было построено много новых оросительных каналов и фаладжей, развивалось сельское хозяйство. Строились новые школы и медресе. Сайф I сделал Рустак своей столицей.

## Смерть и наследие
В 1711 году Сайф I умер. За годы его правления Оман стал гегемоном Персидского залива, установил контроль над частью его северного побережья, над Бахрейном и другими арабскими землями вплоть до Красного моря. За свою заботу об общем благе имам получил прозвище Хранителя Земли.
Но после его смерти Оман ослаб. Ибадиты были недовольны тем, что должность имама наследуется от отца к сыну в роде Йарубидов, а также роскошью, в которой они живут. И после кратковременного правления Султана II (1711—1718/1719), сына Сайфа I, началась война между внуками имама Сайфа — Сайфом II и Муханной.
Этим воспользовались португальцы, уничтожившие в 1719 году оманский флот, и иранцы, попытавшиеся даже захватить Оман.